# Hadi Mostean Loron
Hadi Mostean Loron es un deportista iraní que compite en taekwondo. Ganó una medalla de plata en el Campeonato Mundial de Taekwondo de 2013 en la categoría de –58 kg.

## Palmarés internacional
| Campeonato Mundial | Campeonato Mundial | Campeonato Mundial | Campeonato Mundial |
| Año                | Lugar              | Medalla            | Categoría          |
| ------------------ | ------------------ | ------------------ | ------------------ |
| 2013               | Puebla (México)    | Medalla de plata   | –58 kg             |